# Filipa Roseta
Filipa Maria Salema Roseta Vaz Monteiro (9 de março de 1973) é uma arquiteta, professora universitária e política portuguesa. É atualmente vereadora da Habitação e das Obras Municipais da Câmara Municipal de Lisboa.
É licenciada em Arquitetura pela FAUL - Faculdade de Arquitetura da Universidade de Lisboa (1996), mestre em Cultura Arquitetónica Contemporânea pela FAUL (2001) e doutorada em Avenidas Modernas pelo Royal College of Art, de Londres (2009), com uma bolsa da Fundação Calouste Gulbenkian. É professora auxiliar da FAUL. Fundou o atelier Roseta Vaz Monteiro Arquitetos, juntamente com o marido, destacando-se do trabalho do atelier o Centro Comunitário e Igreja da Boa Nova, no Estoril. Entre 2013 e 2017, foi membro da Assembleia Municipal de Cascais indicada pelo PPD/PSD e eleita pela coligação Viva Cascais (PPD/PSD.CDS-PP). Entre 2017 e 2019 foi vereadora da Câmara Municipal de Cascais indicada pelo PPD/PSD e eleita pela coligação Viva Cascais (PPD/PSD.CDS-PP), com responsabilidade pelos pelouros de Gestão Territorial, Inteligência Territorial e Ordenamento do Território.
Entre 2019 e 2021, foi deputada à Assembleia da República na XIV legislatura pelo Partido Social Democrata. Em 2021, foi eleita Vereadora da Câmara Municipal de Lisboa, indicada pelo PPD/PSD e eleita pela coligação Novos Tempos Lisboa (PPD/PSD.CDS-PP.A.MPT.PPM) para o mandato 2021-2025, sob a presidência de Carlos Moedas. Assume os pelouros da Habitação e das Obras Municipais. Desempenhou no PSD a função de vogal da comissão política nacional no último mandato de Rui Rio.
É filha de dois antigos políticos, Pedro Roseta, ex-deputado e antigo ministro da Cultura e de Helena Roseta, ex-deputada do PS e antiga dirigente do PSD.